# Seattle Storm 2020
La stagione 2020 delle Seattle Storm fu la 21ª nella WNBA per la franchigia.
Le Seattle Storm arrivarono seconde nella Western Conference con un record di 18-4. Nei play-off vinsero la semifinale con le Minnesota Lynx (3-0), vincendo poi il titolo, battendo nella finale WNBA le Las Vegas Aces (3-0).
L'allenatore Dan Hughes non si unì alla squadra perché considerato soggetto a rischio in caso di infezione da COVID-19. Il posto di capo-allenatore per la stagione 2020 venne affidato al vice Gary Kloppenburg.

## Roster
| N° | Naz.                   | Ruolo | Sportivo          | Anno | Alt. | Peso |
| -- | ---------------------- | ----- | ----------------- | ---- | ---- | ---- |
| 0  | Australia (bandiera)   | A     | Ezi Magbegor      | 1999 | 193  | 80   |
| 1  | Stati Uniti (bandiera) | AC    | Crystal Langhorne | 1986 | 188  | 84   |
| 2  | Stati Uniti (bandiera) | C     | Mercedes Russell  | 1995 | 198  |      |
| 3  | Stati Uniti (bandiera) | A     | Morgan Tuck       | 1994 | 188  | 94   |
| 6  | Stati Uniti (bandiera) | A     | Natasha Howard    | 1991 | 188  | 75   |
| 10 | Stati Uniti (bandiera) | G     | Sue Bird          | 1980 | 175  | 68   |
| 11 | Stati Uniti (bandiera) | G     | Epiphanny Prince  | 1988 | 175  | 81   |
| 21 | Stati Uniti (bandiera) | G     | Jordin Canada     | 1995 | 168  | 61   |
| 24 | Stati Uniti (bandiera) | G     | Jewell Loyd       | 1993 | 178  | 67   |
| 30 | Stati Uniti (bandiera) | AC    | Breanna Stewart   | 1994 | 193  | 77   |
| 32 | Stati Uniti (bandiera) | A     | Alysha Clark      | 1987 | 178  | 76   |
| 33 | Stati Uniti (bandiera) | G     | Sami Whitcomb     | 1988 | 178  | 66   |

## Staff tecnico
- Allenatore: Gary Kloppenburg
- Vice-allenatore: Noelle Quinn